# Festival de la route de l'esclave du continent africain
Le Festival de la Route de l'Esclave du Continent Africain est un festival sur l'esclavage dont la première édition eut lieu à Kinshasa du 15 au 17 décembre 2005.
Relayant l'action de plusieurs intellectuels notamment, ceux d'Haïti, l'Unesco a lancé depuis septembre 1994 le Projet international La Route de l'Esclave, dont l'objectif principal est de réveiller et de focaliser la conscience de la communauté internationale sur les conséquences politiques, économiques, psychologiques, sociales, culturelles et démographiques de la Traite Négrière Transatlantique; afin qu'un tel drame ne puisse plus se reproduire.
En collaboration avec le secrétariat permanent de l'Unesco pour la RDC, les gouvernements Angolais, ceux du Congo-Brazza et du Congo-Kinshasa mettent sur pied ce festival à la fois pédagogique et commémoratif.